# 拉滕基兴
拉滕基兴是德国巴伐利亚州的一个市镇。总面积19.87平方公里，总人口962人，其中男性481人，女性481人（2011年12月31日），人口密度48人/平方公里。